# TRNK (citidin34-2'-O)-metiltransferaza
TRNK (citidin34-2'-O)-metiltransferaza (EC 2.1.1.207, yibK (gen), metiltransferaza yibK, TrmL, tRNK metiltransferaza L, tRNK (citidin34/5-karboksimetilaminometiluridin34-2'-O)-metiltransferaza) je enzim sa sistematskim imenom S-adenozil--metionin:tRNK (citidin34/5-karboksimetilaminometiluridin-2'-O)-metiltransferaza. Ovaj enzim katalizuje sledeću hemijsku reakciju
(1) -adenozil--metionin + citidin34 u tRNK {\displaystyle \rightleftharpoons } -adenozil--homocistein + 2'-O-metilcitidin34 u tRNK
(2) -adenozil--metionin + 5-karboksimetilaminometiluridin34 u  {\displaystyle \rightleftharpoons } -adenozil--homocistein + 5-karboksimetilaminometil-2'-O-metiluridin34 u tRNKLeu
Enzim iz Escherichia coli katalizuje 2'-O-metilaciju citidina ili 5-karboksimetilaminometiluridina u pokretnoj poziciji na nukleotidu 34 u tRNKLeuCmAA i tRNKLeucmnm5UmAA. Ovaj enzim je selektivan za dva tRNKLeu izoakceptora i jedino ih metiliše kad su prisutni u korektnoj antikodonskoj sekvenci petlje i modifikacionog obrasca. Specifično, za dejstvo YibK je neophodan pirimidinski nukleozid u poziciji 34.

## Literatura
- Nicholas C. Price; Lewis Stevens (1999). Fundamentals of Enzymology: The Cell and Molecular Biology of Catalytic Proteins (Third изд.). USA: Oxford University Press. ISBN 019850229X.
- Eric J. Toone (2006). Advances in Enzymology and Related Areas of Molecular Biology, Protein Evolution (Volume 75 изд.). Wiley-Interscience. ISBN 0471205036.
- Branden C; Tooze J. Introduction to Protein Structure. New York, NY: Garland Publishing. ISBN 0-8153-2305-0.
- Irwin H. Segel. Enzyme Kinetics: Behavior and Analysis of Rapid Equilibrium and Steady-State Enzyme Systems (Book 44 изд.). Wiley Classics Library. ISBN 0471303097.
- William P. Jencks (1987). Catalysis in Chemistry and Enzymology. Dover Publications. ISBN 0486654605.

## Spoljašnje veze
- TRNA+(cytidine34-2'-O)-methyltransferase на 